# تاشا کائی
تاشا کائی (انگلیسی: Natasha Kai؛ زادهٔ ۲۲ مهٔ ۱۹۸۳) ورزشکار فوتبال اهل ایالات متحده آمریکا است.
از باشگاه‌هایی که در آن بازی کرده‌است می‌توان به باشگاه فوتبال فیلادلفیا ایندپندنس، واشینگتن اسپیریت، اسکای بلو اف‌سی، و اسکای بلو اف‌سی، و تیم ملی فوتبال زنان ایالات متحده آمریکا اشاره کرد.
وی همچنین در تیم ملی فوتبال زنان ایالات متحده آمریکا بازی کرده‌است.
وی در مسابقات کشوری و بین‌المللی در مجموع برندهٔ ۱ مدال طلا، ۱ مدال برنز شده‌است.